# Amanita regalis
Espèce
Synonymes
- Agaricus muscarius var. regalis Fr.[2]
- Agaricus muscarius var. umbrinus (Pers.) Fr.[2]
- Agaricus muscarius ß regalis Fr.[2]
- Amanita emilii Riel[2]
- Amanita muscaria subsp. regalis (Fr.) Veselý[2]
- Amanita muscaria var. regalis (Fr.) Sacc.[2]
- Amanita muscaria var. umbrina Fr.[2]
- Amanita umbrina Beeli[2]
- Amanita umbrina Pers.[2]
- Amanitaria muscaria var. regalis (Fr.) E.-J. Gilbert[2]

Amanita regalis est une espèce de champignons du genre Amanita que l'on trouve en Scandinavie, dans l'Europe de l'Est et en Alaska. Ressemblant à l'amanite tue-mouches mais sans sa couleur, il est également toxique.